# Benjamin Bratt

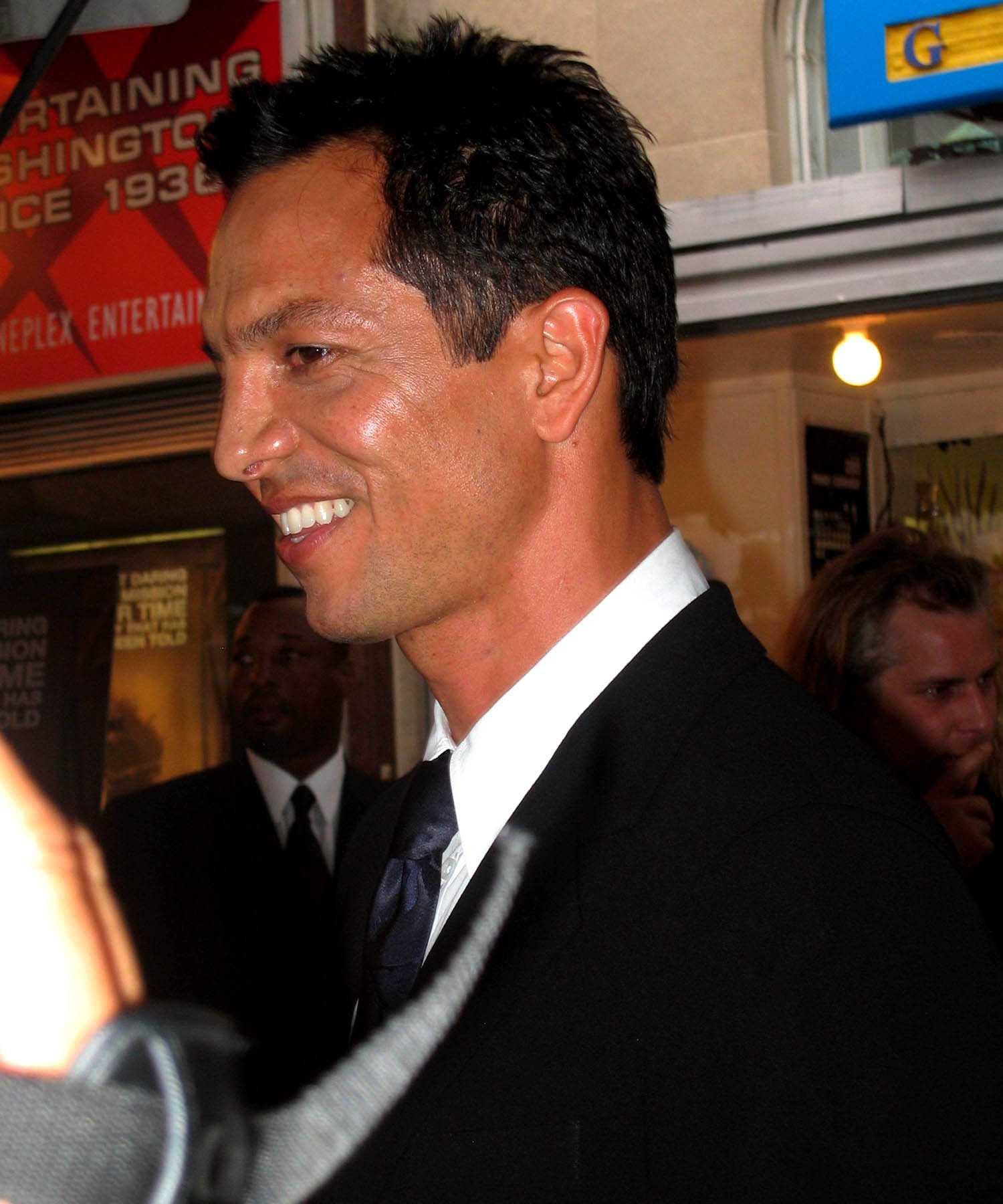
Benjamin Bratt (2005)

Benjamin Bratt, född 16 december 1963 i San Francisco, Kalifornien, är en amerikansk skådespelare. Bland hans mest kända filmer finns Blood in blood out (1993), Traffic (2000), Piñero (2001) och Miss Secret Agent (2000).
Bratt har medverkat i serien I lagens namn. År 1999 tilldelades han Emmypriset för bästa birollsinnehavare i en dramaserie (Outstanding Supporting Actor in a Drama Series).

## Biografi
Bratt har tidigare haft ett förhållande med Julia Roberts. Den 13 april 2002 gifte sig Bratt med Talisa Soto i San Francisco. De träffades under inspelningen av filmen Piñero. Tillsammans har de en dotter född 2002 och en son född 2005.
Benjamin Bratts bror Peter Bratt har skrivit och regisserat filmen Follow me home, där Benjamin Bratt spelade karaktären Abel.

## Filmografi (urval)
- 1993 – Blood In Blood Out
- 1993 – Demolition Man
- 1994 – Påtaglig fara
- 1994 – River Wild
- 1995–2009 – I lagens namn (TV-serie) (95 avsnitt)
- 1996 – Follow Me Home
- 1996–1999 – Uppdrag: mord (TV-serie) (3 avsnitt)
- 1998 – I lagens namn: jakten på en mördare (TV-film)
- 2000 – Det näst bästa
- 2000 – Miss Secret Agent
- 2000 – Red Planet
- 2000 – Traffic
- 2001 – Piñero
- 2003 – Frasier (TV-serie) (1 avsnitt)
- 2004 – The Woodsman
- 2004 – Catwoman
- 2005–2006 – E-Ring (TV-serie) (23 avsnitt)
- 2005 – The Great Raid
- 2005 – Thumbsucker
- 2007 – Kärlek i kolerans tid
- 2008 – The Andromeda Strain (miniserie)
- 2008–2009 – The Cleaner (TV-serie) (26 avsnitt)
- 2009 – Det regnar köttbullar (röstroll)
- 2009–2020 – Modern Family (TV-serie) (6 avsnitt)
- 2011–2013 – Private Practice (TV-serie) (2011-2013) (36 avsnitt)
- 2013 – Dumma mej 2 (röstroll)
- 2013 – Det regnar köttbullar 2 (röstroll)
- 2014 – 24: Live Another Day (TV-serie) (10 avsnitt)
- 2016 – Doctor Strange
- 2017 – Coco (röstroll)
- 2023 – Poker Face (TV-serie) (5 avsnitt)
- 2023 – Skull Island (TV-serie) (röstroll, 7 avsnitt)
- 2024 – Loot (TV-serie) (1 avsnitt)
- 2024 – Mother of the Bride